# Thymus serpylloides
Thymus serpylloides là một loài thực vật có hoa trong họ Hoa môi. Loài này được Bory miêu tả khoa học đầu tiên năm 1820.

## Hình ảnh

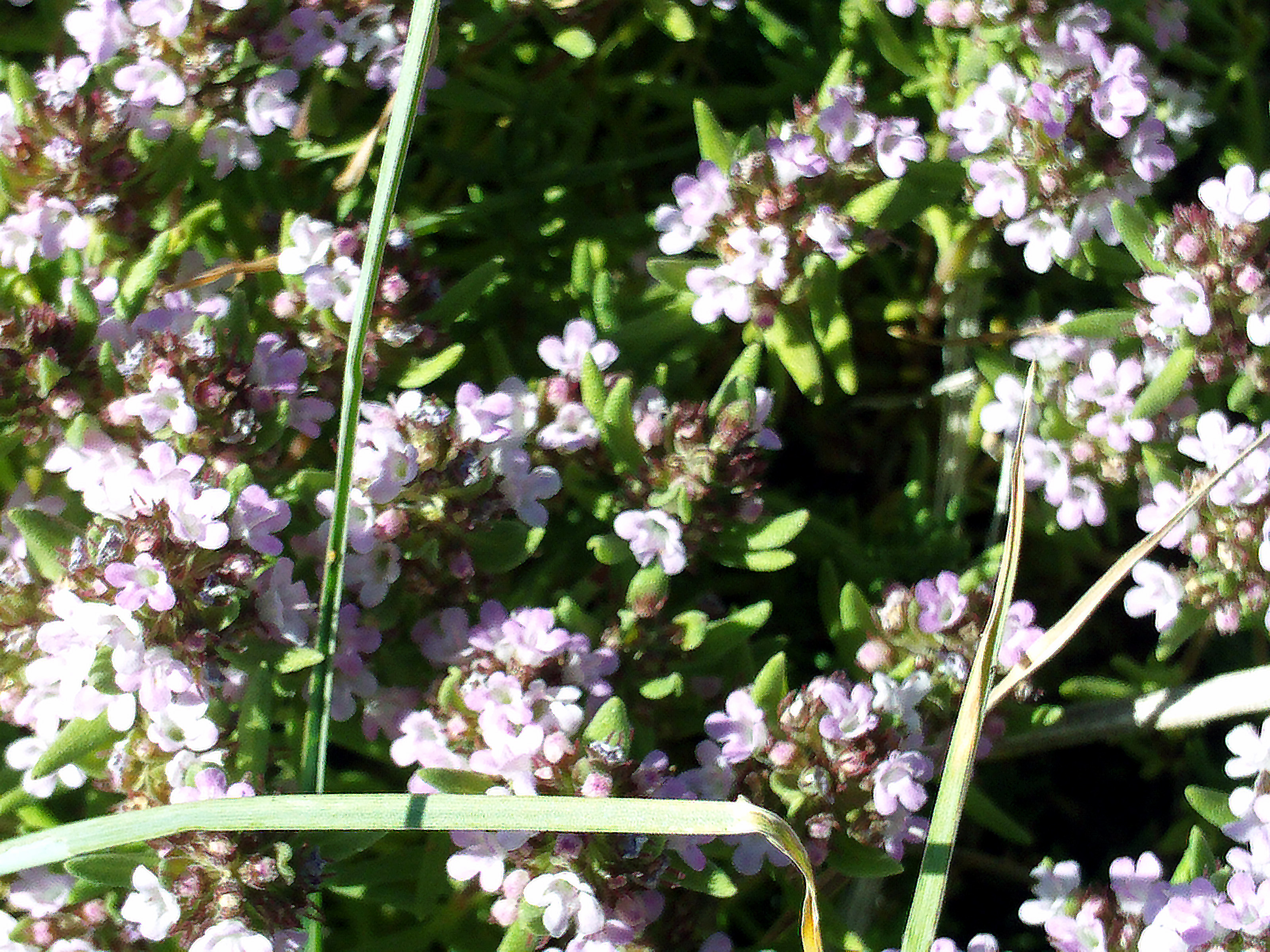
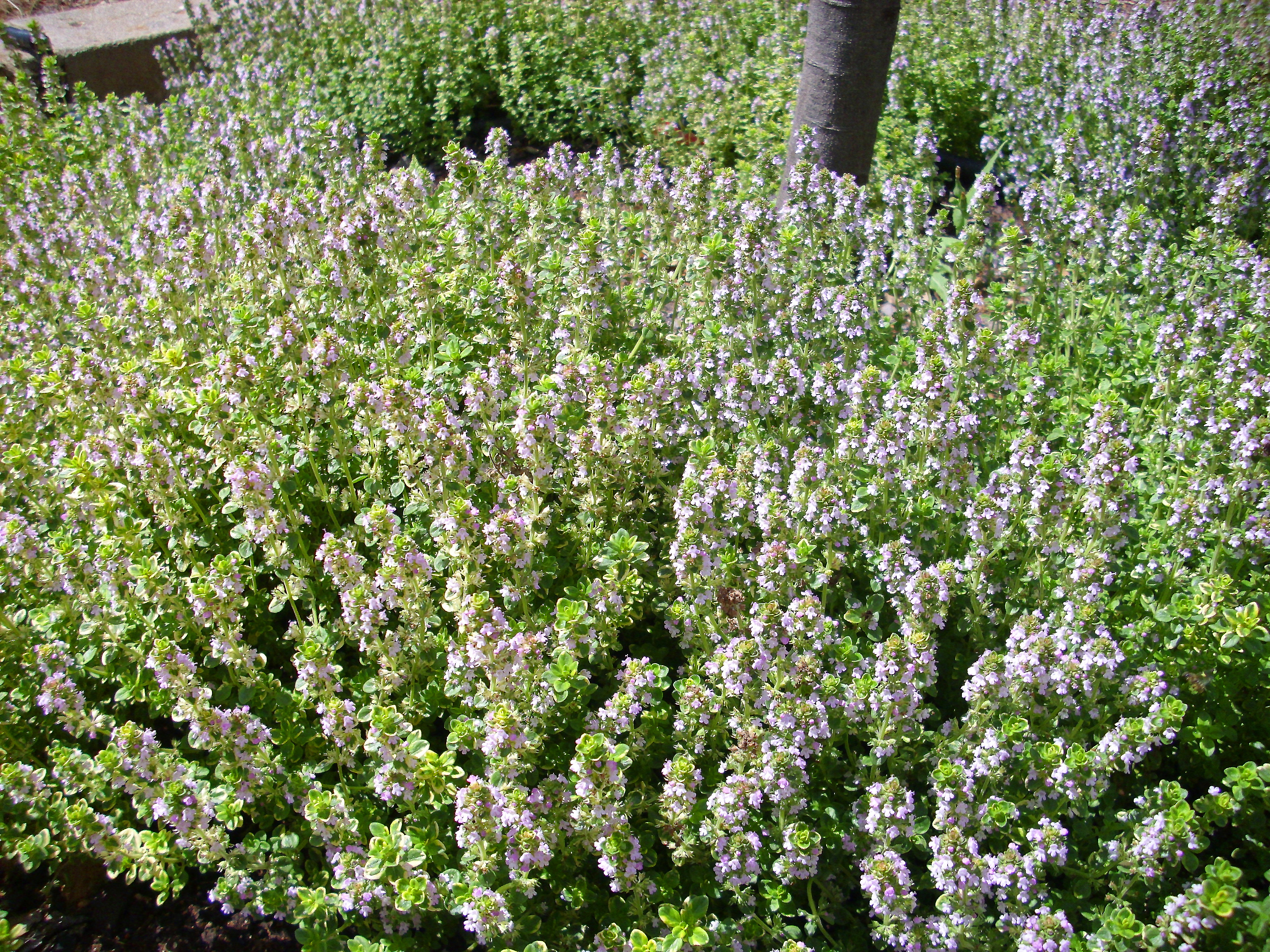